# Portal (arquitetura)

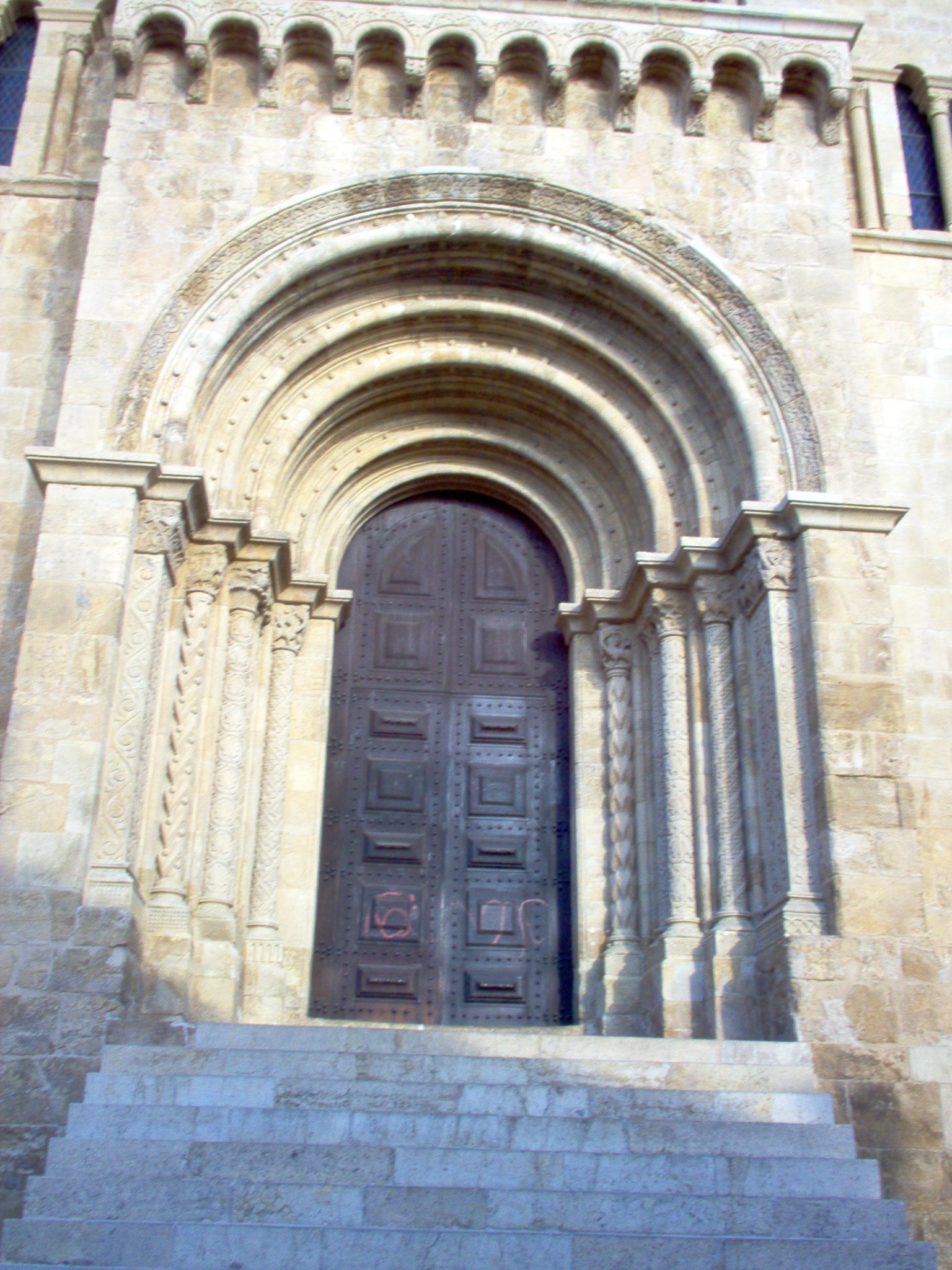
Porta da Sé Velha de Coimbra em Portugal.

Em arquitetura, um portal, também chamado de pórtico, portela e portador, é a entrada principal (ou conjunto de entradas principais) de uma igreja, catedral ou grande edifício. Geralmente, se apresenta de forma ornamentada. As portas surgiram dos antigos portais, na Grécia antiga.